# Проценко, Евгения Валерьевна
Евге́ния Вале́рьевна Проце́нко (25 ноября 1983, Челябинск, СССР) — российская ватерполистка, голкипер, 3-кратная чемпионка Европы и участница Олимпийских игр. Заслуженный мастер спорта России.

## Карьера
На Олимпиаде в Пекине Евгения в составе сборной России заняла 7-е место. Трёхкратная чемпионка России с сезона 1999/2000 по сезон 2001/02.

## Образование
Окончила УралГУФК «Факультет Сервиса и туризма». RIOU - Russian International Olympic University "Управление некоммерческим спортивным клубом". СибГУФК «Теория и методика спортивной тренировки»